# Пограничный конфликт у озера Жаланашколь
Пограничный конфликт у озера Жаланашколь — конфликт, произошедший 13 августа 1969 года между советскими пограничниками и китайскими военнослужащими, нарушившими границу СССР. В результате китайские нарушители были оттеснены за пределы советской территории.
В Китае этот пограничный конфликт известен как инцидент у Теректы (铁列克提事件), по названию речки, текущей из китайского уезда Юйминь в сторону озера Жаланашколь. Речка Теректы, известная на казахстанской (советской) стороне границы как Кусак, пересекает современную казахстанско-китайскую границу примерно на 45°37′00″ с. ш. 82°15′30″ в. д., а линию советско-китайской границы (указывавшуюся на советских картах) — несколько восточнее (отметка № 40 на топографической карте).

## Предыстория
После боёв за остров Даманский Китай не оставлял попыток пересмотреть границу. В мае-июне 1969 года китайцы неоднократно принимали попытки нарушить границу на казахстанском участке в районе Джунгарских ворот. 12 августа недалеко от погранзастав советские пограничники заметили большое количество китайских военнослужащих. Советская сторона предложила китайским военнослужащим провести переговоры, однако ответа от них не дождалась. Заставы «Родниковая» и «Жаланашколь» были приведены в состояние повышенной боевой готовности. Советские пограничники вырыли окопы, создали траншеи и ходы сообщения, а также разместили на флангах 2 БТР.

## События 13 августа
Утром китайские военнослужащие двумя группами в количестве 9 и 6 человек нарушили советскую границу в районе заставы «Жаланашколь». Углубившись в советскую территорию на 400 и 100 метров, китайцы стали к 7 часам утра демонстративно окапываться. На этот момент за линией границы успели сосредоточиться около сотни китайских солдат. Советские пограничники не хотели доводить конфликт до кровопролития, однако китайцы на предупреждения не реагировали.
На левом фланге со стороны пограничного поста «Теректы» группа из 12 китайских солдат тоже нарушила границу. Двигались солдаты вдоль контрольно-следовой полосы на сопку Каменная. По приказу подполковника Никитенко младший лейтенант Пучков вместе с пограничниками на 2 БТР перерезал путь китайским солдатам. Пучков потребовал от китайцев возвратиться на свою территорию. В 7.40 БТРы под прикрытием пограничников двинулись в сторону высот. Китайские военнослужащие в ответ открыли огонь из автоматов. Советские пограничники вынуждены были ответить.
 «Когда нам приказали атаковать, — вспоминал Теребенков, — солдаты мгновенно выбрались из БТР и, рассредоточившись, интервал шесть-семь метров, побежали к сопке. Китайцы вели огонь не только с Каменной, но и с линии границы. У меня был ручной пулемёт. Увидев небольшой бугорок, залег за ним, дал по окопам несколько очередей. В это время солдаты делали перебежку. Когда они залегли и открыли автоматический огонь, побежал я. Так, поддерживая друг друга, и двигались». 
Вскоре границу перешли ещё несколько десятков китайских военнослужащих, которые были вооружены стрелковым и противотанковым оружием. Китайцы заняли одну из сопок. С ними вступили в бой пограничники на 3 БТРах. Под командой старшего лейтенанта Ольшевского группа из 8 бойцов при поддержке 2 бронетранспортёров зашла в тыл китайским солдатам, которым пришлось занять круговую оборону.
Группа Говора атаковала высоту Правая. В ходе атаки она попала под огонь китайцев, был убит Дулепов, ранены ещё 8 пограничников. Однако, несмотря на потери, высота была взята. Группы Ольшевского и Теребенкова забросали гранатами китайские окопы. При этом пограничники понесли потери, так рядовой В. Рязанов был смертельно ранен. К 9 часам высота была отбита, советские солдаты укрепились на границе. Китайцы атак больше не совершали.
На поле боя были обнаружены 4 пистолета ТТ, 9 карабинов СКС, пулемёт РПД, 4 противотанковые гранаты и 27 ручных гранат, 6 кумулятивных снарядов, радиостанция, 2 кинокамеры, 1 фотоаппарат и другие вещи.

## Потери
Потери советской стороны составили 12 человек, из них 10 ранеными и 2 убитыми. Среди китайцев 19 человек было убито, 3 попало в плен, из них двое, при доставке в город Учарал, скончались от полученных ранений.

## Последствия
Этот конфликт стал крупнейшим после боёв за остров Даманский военным столкновением СССР и Китая. На казахстанском участке границы китайская сторона больше не предпринимала провокаций. 14 сентября 1969 года в Пекине А. Н. Косыгин и Чжоу Эньлай договорились о прекращении враждебных действий.
7 мая 1970 года указом Президиума Верховного Совета СССР № 5095-7 были награждены свыше тридцати отличившихся пограничников:
- Орденом Ленина — 1 военнослужащий
- Орденом Красного Знамени — 5
- Орденом Красной Звезды — 6
- Орденом Славы 3-й степени — 2
- медалью «За отвагу» — 10
- медалью «За боевые заслуги» — 11

## Дальнейшая судьба места конфликта
4 июля 1998 года председатель КНР Цзян Цзэминь и президент Казахстана во время третьего саммита «Шанхайской пятёрки» в Алматы подписали соглашение о передаче спорного участка Китаю. 13 августа 2008 года в том месте китайские власти установили памятник своим погибшим.